# Qūyţāl
Qūyţāl (persiska: قویطال) är en ort i Iran.   Den ligger i provinsen Västazarbaijan, i den nordvästra delen av landet, 500 km väster om huvudstaden Teheran. Qūyţāl ligger 1 434 meter över havet och antalet invånare är 204.
Terrängen runt Qūyţāl är huvudsakligen kuperad, men den allra närmaste omgivningen är platt. Qūyţāl ligger nere i en dal. Runt Qūyţāl är det ganska tätbefolkat, med 60 invånare per kvadratkilometer. Närmaste större samhälle är Māzhgeh, 19,4 km söder om Qūyţāl. Trakten runt Qūyţāl består i huvudsak av gräsmarker.